# Động đất Tabriz 1780
Động đất Tabriz 1780 (tiếng Ba Tư: زمین‌لرزه ۱۱۵۸ تبریز) là trận động đất xảy ra vào lúc 01:15 (theo giờ địa phương), ngày 8 tháng 1 năm 1780. Trận động đất có cường độ 7.4 richter, tâm chấn độ sâu khoảng 20 km. Hậu quả trận động đất đã làm 40.000–200.000 người thiệt mạng.